# Srashen
Srashen (en arménien Սրաշեն) est une communauté rurale du marz de Syunik en Arménie. En 2008, elle compte 92 habitants.
La M17 traverse Srashen.